# Knebworth House
Knebworth House è una casa di campagna inglese nella parrocchia di Knebworth nell'Hertfordshire, in Inghilterra. Si tratta di un edificio di interesse storico culturale di Grado II*. Anche i suoi giardini sono elencati come di Grado II* nel Registro dei Parchi e Giardini Storici. Nel parco circostante questa sontuosa dimora con giardini in stile Tudor, si trova la chiesa medievale di Santa Maria e il mausoleo della famiglia Lytton. Era la sede del Conte di Lytton (anche Visconte Knebworth), e ora la casa della famiglia del barone Cobbold di Knebworth.
Il fondo ospita il Knebworth Festival, un concerto rock e pop all'aperto che si tiene dal 1974 e fino al 2014 ha ospitato un altro festival hard rock, il Sonisphere.

## Storia

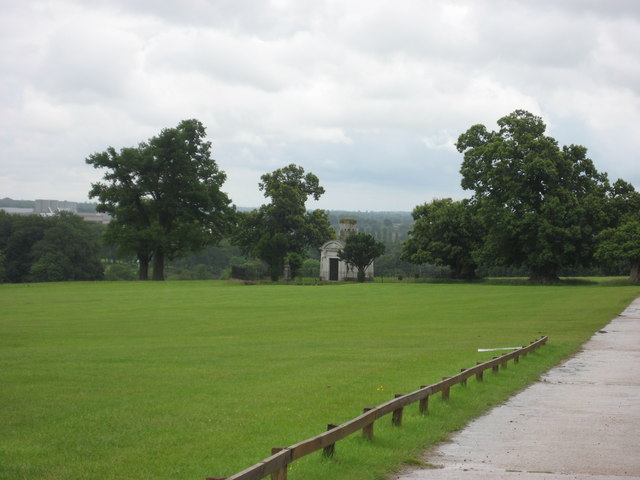
Mausoleo di Lytton nel giugno 2007

Dimora del Conte di Lytton dal 1490, quando Thomas Bourchier vendette la restituzione del maniero a Sir Robert Lytton, Knebworth House era originariamente un maniero tardo gotico in mattoni rossi, costruito attorno a una corte centrale come una piazza aperta. Nel 1813-16 la dimora fu ridotta alla sua ala ovest, che fu ristrutturata in Stile Tudor Gotico da John Biagio Rebecca per Mrs Elizabeth Bulwer-Lytton e poi fu trasformata nel 1843-45 da Henry Edward Kendall Jr. nell'attuale struttura gotico Tudor.
Il residente più famoso di Knebworth fu Edward Bulwer-Lytton (1803-1873), il autore vittoriano, drammaturgo e statista, che abbellì i giardini in un elegante giardino all'italiana. Il pronipote del primo barone Neville (1879-1951) sposò Judith Blunt, una nota allevatrice di cavalli che ereditò Crabbet Arabian Stud nel 1917 e vi dedicò la sua vita. Nel 1913-14 la casa fu affittata per £ 3.000 all'anno dal Granduca Michael Alexandrovich di Russia e dalla sua moglie morganatica Natalia Brasova.
Gran parte degli interni di Knebworth House sono stati ridisegnati da Sir Edwin Lutyens, che sposò Lady Emily Bulwer-Lytton (1874-1964), che semplificò il parterre principale. Lady Emily era la figlia del 1º conte di Lytton, che prestò servizio come Viceré dell'India tra il 1876 e il 1880. Un giardino di erbe aromatiche, con un disegno a quinconce intrecciato, fu disegnato da Gertrude Jekyll nel 1907, anche se non fu piantato fino al 1982. Anche i terreni sono aperti al pubblico.
Henry Lytton-Cobbold, terzo barone Cobbold, vive nella casa con la sua famiglia. Dopo una carriera nell'industria cinematografica a Los Angeles, lasciò che le società di produzione filmassero sul posto, in casa e nei giardini. I terreni comprendono attrazioni turistiche, come un parco giochi avventura e un parco dei dinosauri e ospitano vari eventi tra cui raduni di auto d'epoca.

## Festival musicale
A partire dal 1974 nel parco si è tenuto un concerto rock e pop all'aperto noto come Knebworth Festival. Il festival si è svolto per la prima volta nel luglio 1974 quando The Allman Brothers Band, The Doobie Brothers e altri artisti hanno suonato davanti a un pubblico di 60.000 persone. Nel corso degli anni il festival ha ospitato artisti del calibro dei Pink Floyd, The Rolling Stones, Led Zeppelin, Lynyrd Skynyrd, Queen (il loro concerto del 1986 in questa sede è stato l'ultimo con Freddie Mercury), Paul McCartney, Genesis, Mike Oldfield, The Beach Boys, Deep Purple, Eric Clapton, Elton John, Dire Straits, Robbie Williams, Oasis e Liam Gallagher. L'ultimo festival fino ad oggi è stato nel giugno 2022.

## Media

### Film e televisione
Tra le produzioni che sono state girate a Knebworth figurano:
- Anastasia (1956), il palazzo dell'Imperatrice
- Danger Man, "Il Santuario" (1959)
- I campioni - "Il popolo della notte" (1967)
- The Avengers - "L'invasione dei terrestri" (1967/68)
- Declino e caduta... di un birdwatcher (1968)
- Il mio amico fantasma - "Qualcuno ha appena camminato sulla mia tomba" (1969)
- Carry On Henry - Scatti esterni (1970)
- Attenti a quei due - titoli di testa (1970/71)
- L'avventuriero - "Azione!" (1972)
- Horror Hospital (1973)
- Keep It Up Downstairs (1976) - girato interamente sul posto come il fittizio 'Cockshute Towers'
- Il grande sonno (1978) - La residenza di campagna del generale Sternwood
- The Great Muppet Caper (1981) - esterno Galleria Mallory
- Sir Henry at Rawlinson End (1980) - interni ed esterni
- The Shooting Party (1985) - girato interamente sul posto
- Haunted Honeymoon (1986) - esterno della casa
- Porterhouse Blue (1987) - interno ed esterno della casa di Sir Cathcart D'Eath
- La tana del serpente bianco (1988) - esterno del palazzo D'Ampton
- Batman (1989) - esterni e alcune scene interne del castello di Bruce Wayne
- A Bit of Fry and Laurie - Stagione quattro, episodio 6 ("Il duca di Northhampton") (1995) - sketch
- Il fantasma di Canterville (1996)
- Jane Eyre (1997) - Thornfield Hall
- Sacred Flesh (1999) - scene esterne del convento
- Harry Potter e la pietra filosofale (2001) - la casa è stata utilizzata in diversi materiali promozionali per il film e ha ospitato il lancio internazionale del film, sebbene nessuna parte della casa sia stata utilizzata per le riprese del film stesso[11]
- Agente Cody Banks 2 - Destinazione Londra (2004) - alcune scene dentro e intorno al parco
- Foyle's War Series 3 Episode 2 ("Enemy Fire") (2004) - come l'immaginario Digby Manor
- St.Trinian's 2 - La leggenda del tesoro segreto (2009) - utilizzato come scuola femminile di St. Trinian
- Jonathan Creek, ha fornito la location di Metropolis (Speciale Natale 2008)
- Il discorso del re (2010) - Balmoral Party e altre scene
- Miss Marple di Agatha Christie (2010), significative scene interne ed esterne, incluse nella Stagione 1, Episodio 3, "4.50 from Paddington", con Knebworth House e tenuta in piedi per l'immaginario Rutherford Hall
- Blind Revenge (2010), film per la regia di Raúl Ruiz, interpretato da Daryl Hannah e Tom Conti. Bellissime scene esterne ed interne
- The Hour (2011) - Residenza di Lord Elms
- The Scapegoat (2012) - significative scene interne ed esterne
- L'ispettore Barnaby Serie 15 Episodio 1 ("The Dark Rider"), scene esterne significative
- Woman Like Me (video musicale del 2018) - Little Mix
- Eurovision Song Contest - La storia dei Fire Saga (2020), esterni della casa inglese di Alexander Lemtov
- Meerkat Music Presents: Little Mix Uncancelled (Concerto Virtuale 2020)
- The Nevers (Stagione 1 Episodi 3 e 4) (2021-), scene esterne
- Knebworth 1996 - Oasis: Knebworth 1996 (2021), Concerto documentario sui concerti da record degli Oasis del 1996 a Knebworth Park. Pubblicato anche come album dal vivo
- Episodi di You (quarta stagione), thriller psicologico serie televisiva americana
- The Flash (2023) - Esterno di Wayne Manor su Terra-89

### Radio
La stazione radio locale BOB FM (ora Heart Hertfordshire) trasmette dall'ex stazione di pompaggio di Knebworth, che forniva acqua alla casa principale.

## Galleria d'immagini

Descrizione galleria
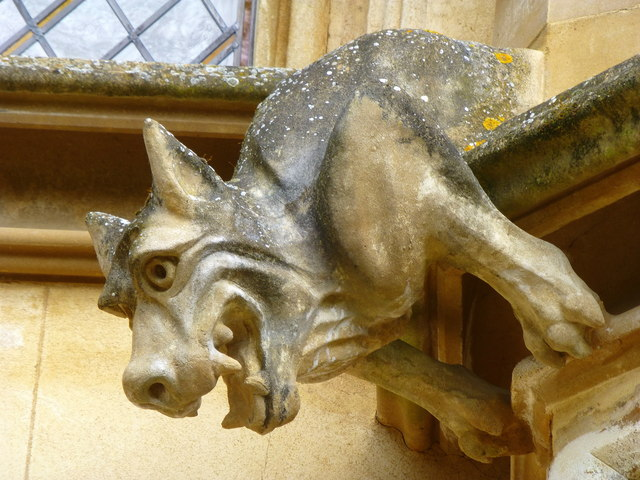
Una strana bestia che guarda giù da Knebworth House
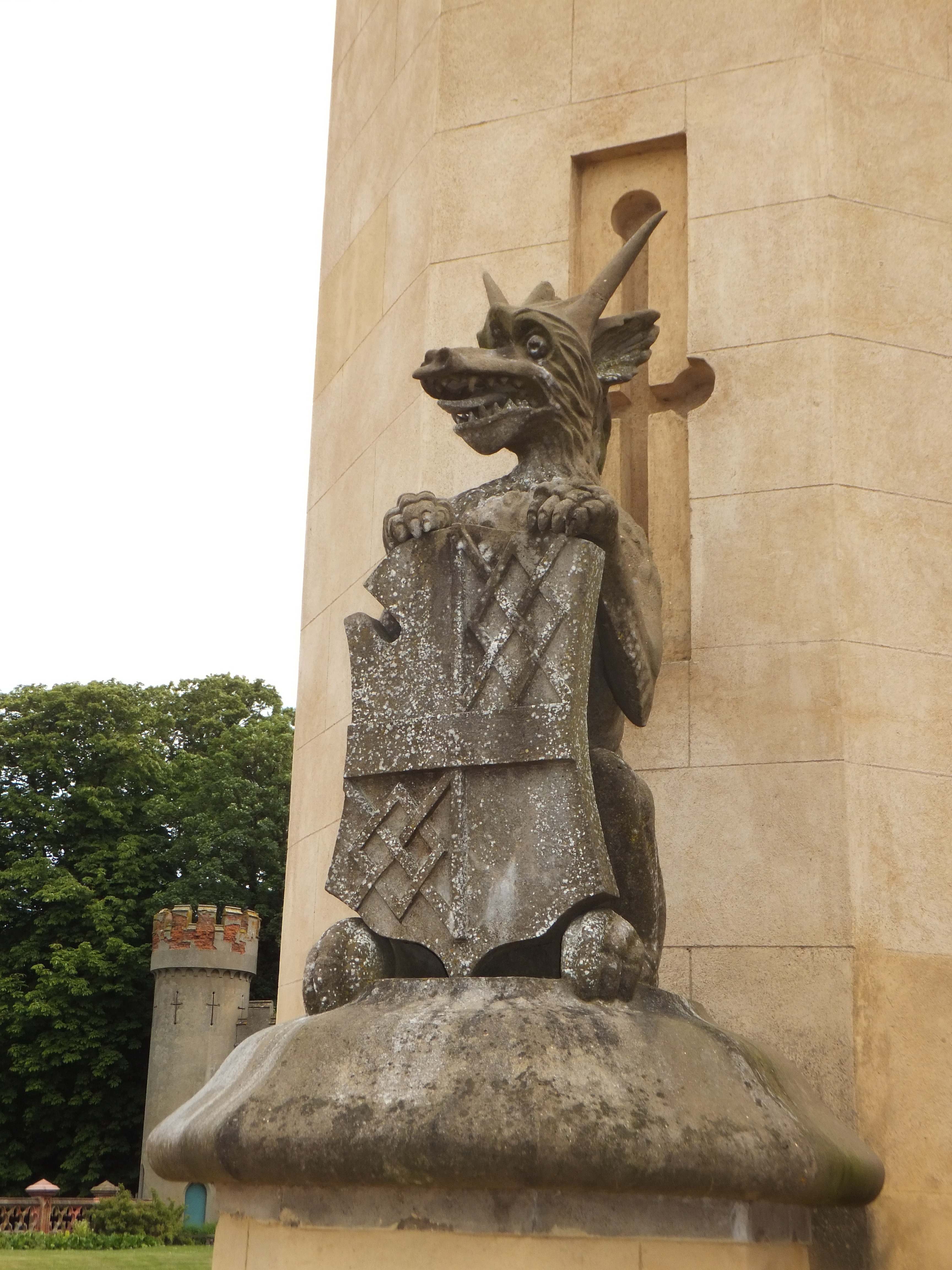
Drago ghignante
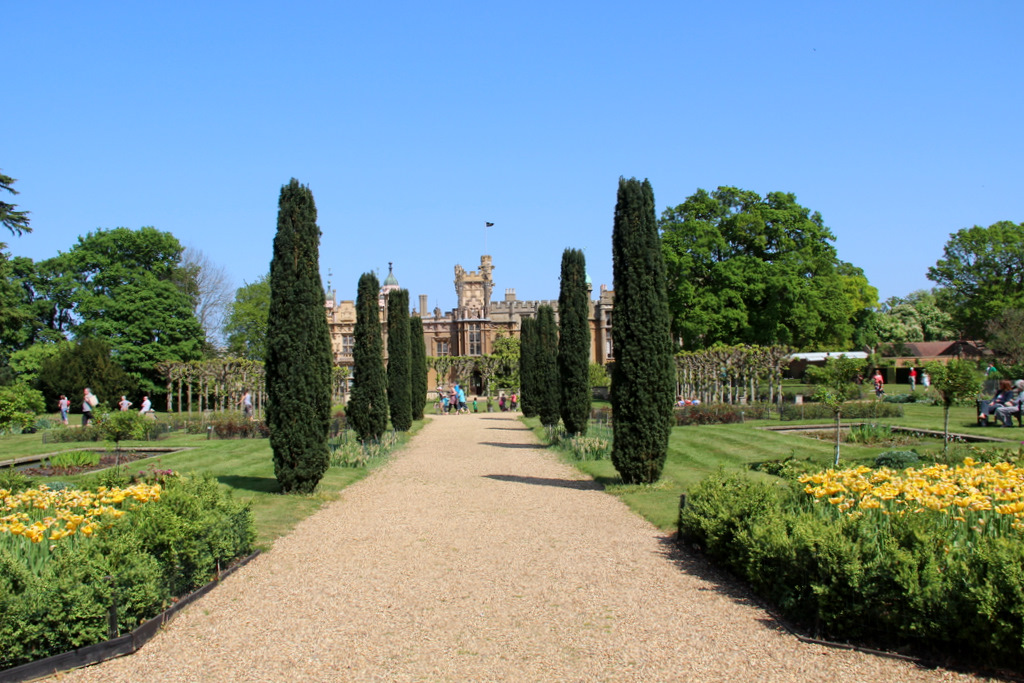
Giardino all'italiana, Knebworth House
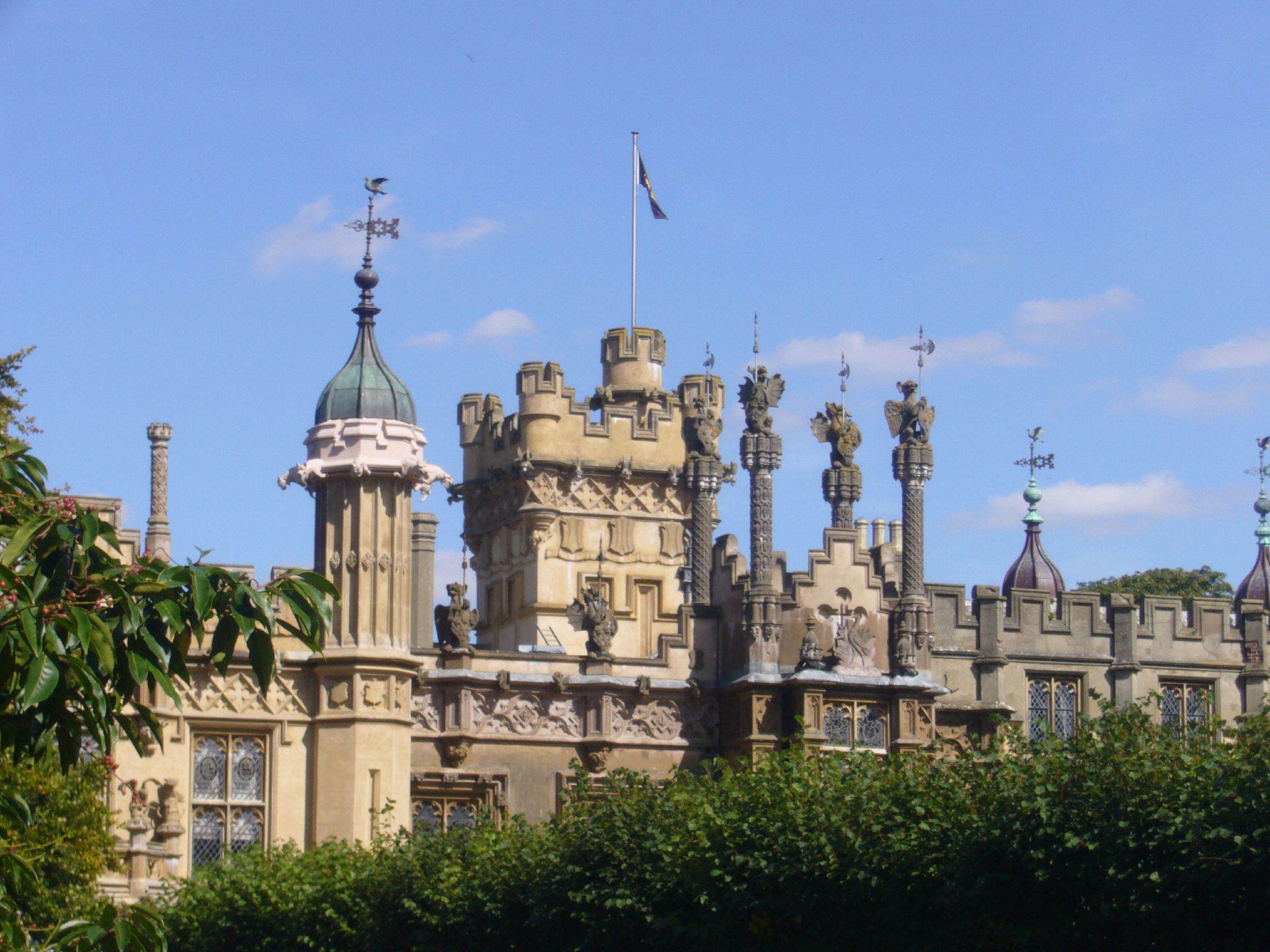
Knebworth House
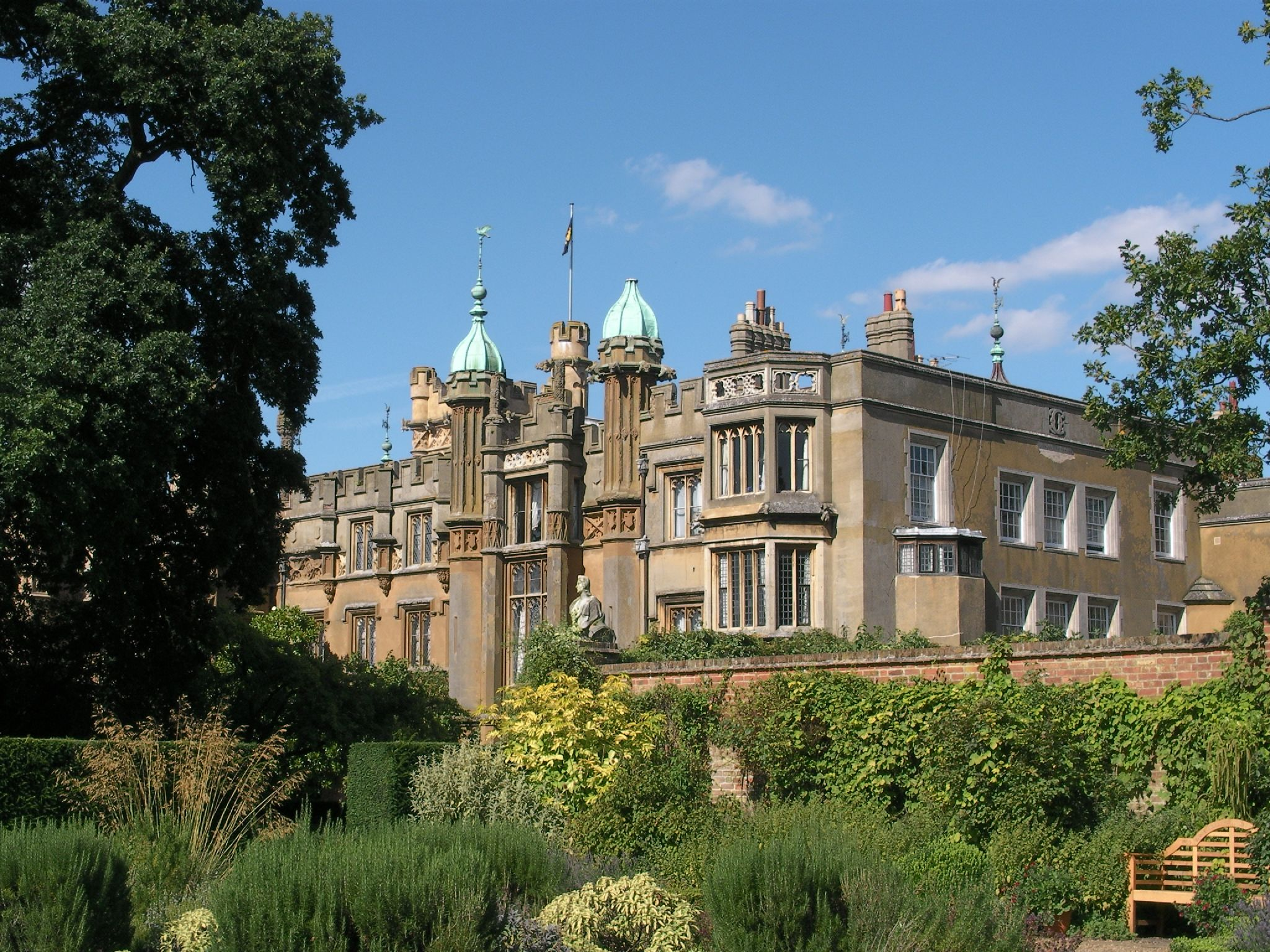
Knebworth House
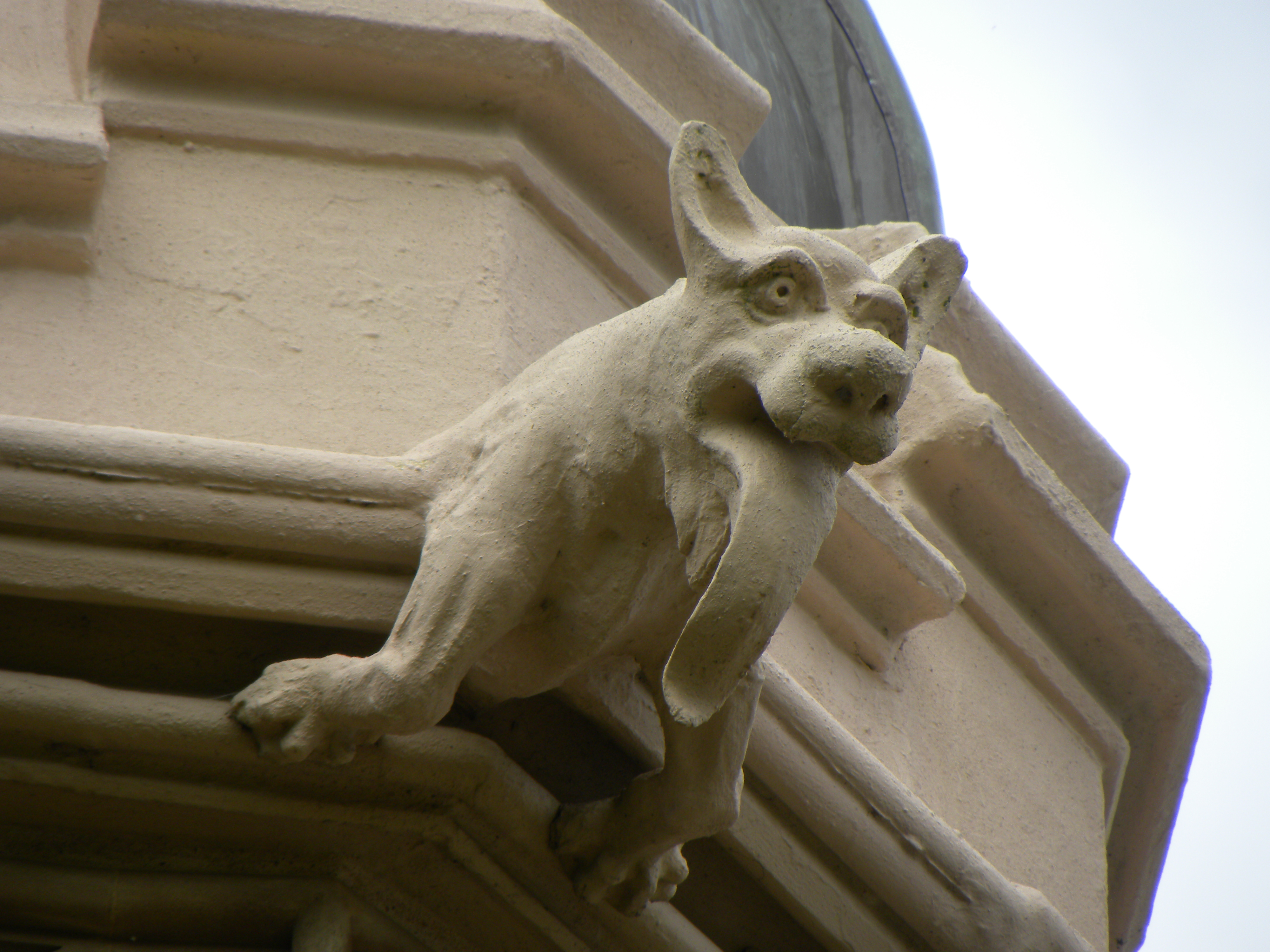
Knebworth House Gargolla
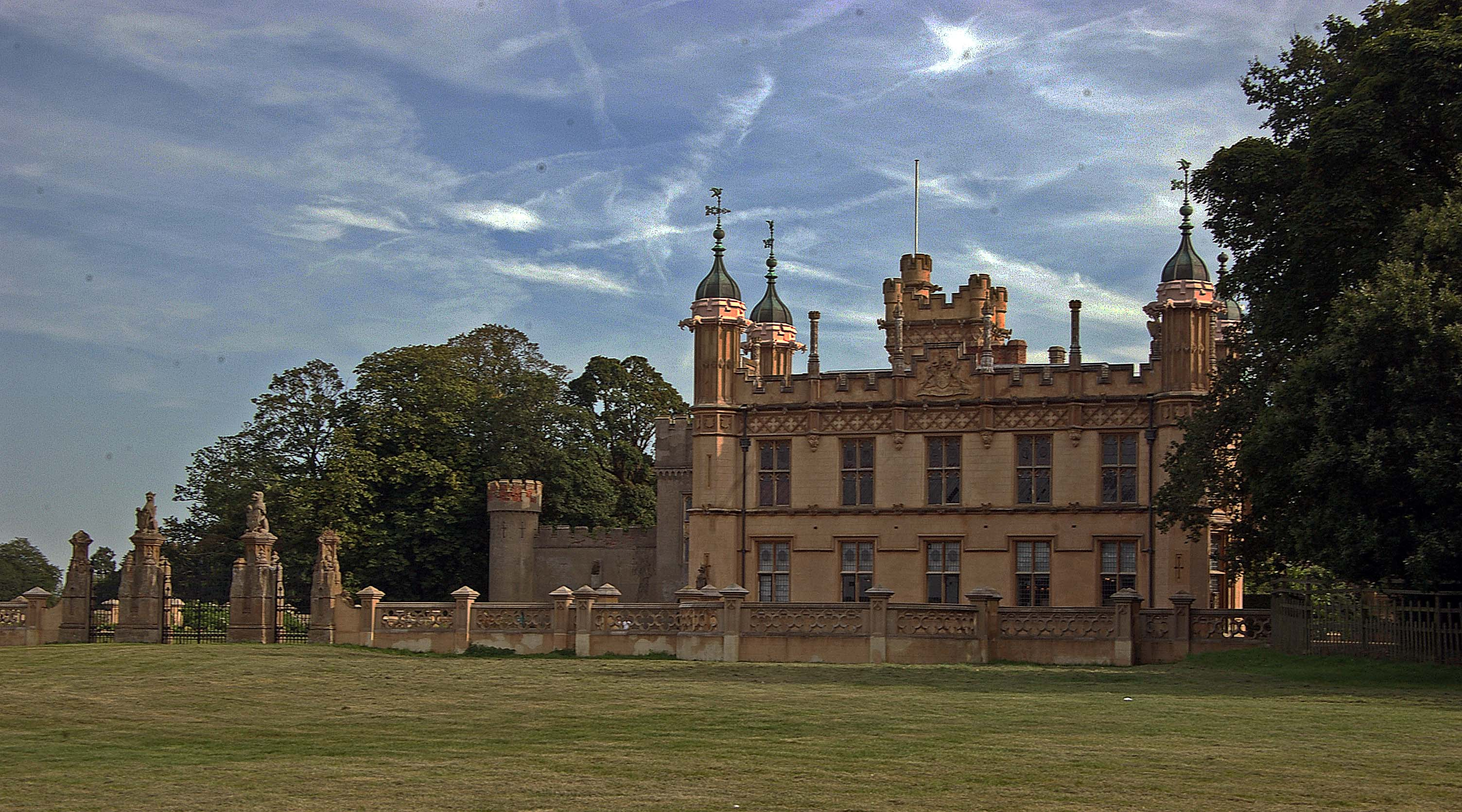
L'imponente dimora signorile di Knebworth
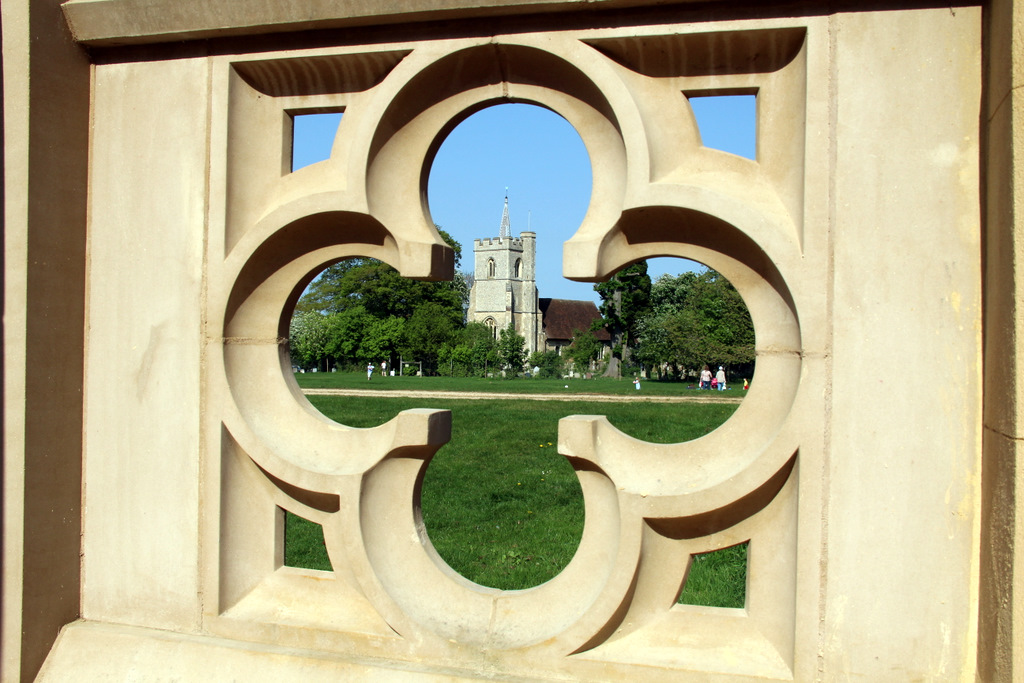
Chiesa di Santa Maria e San Tommaso
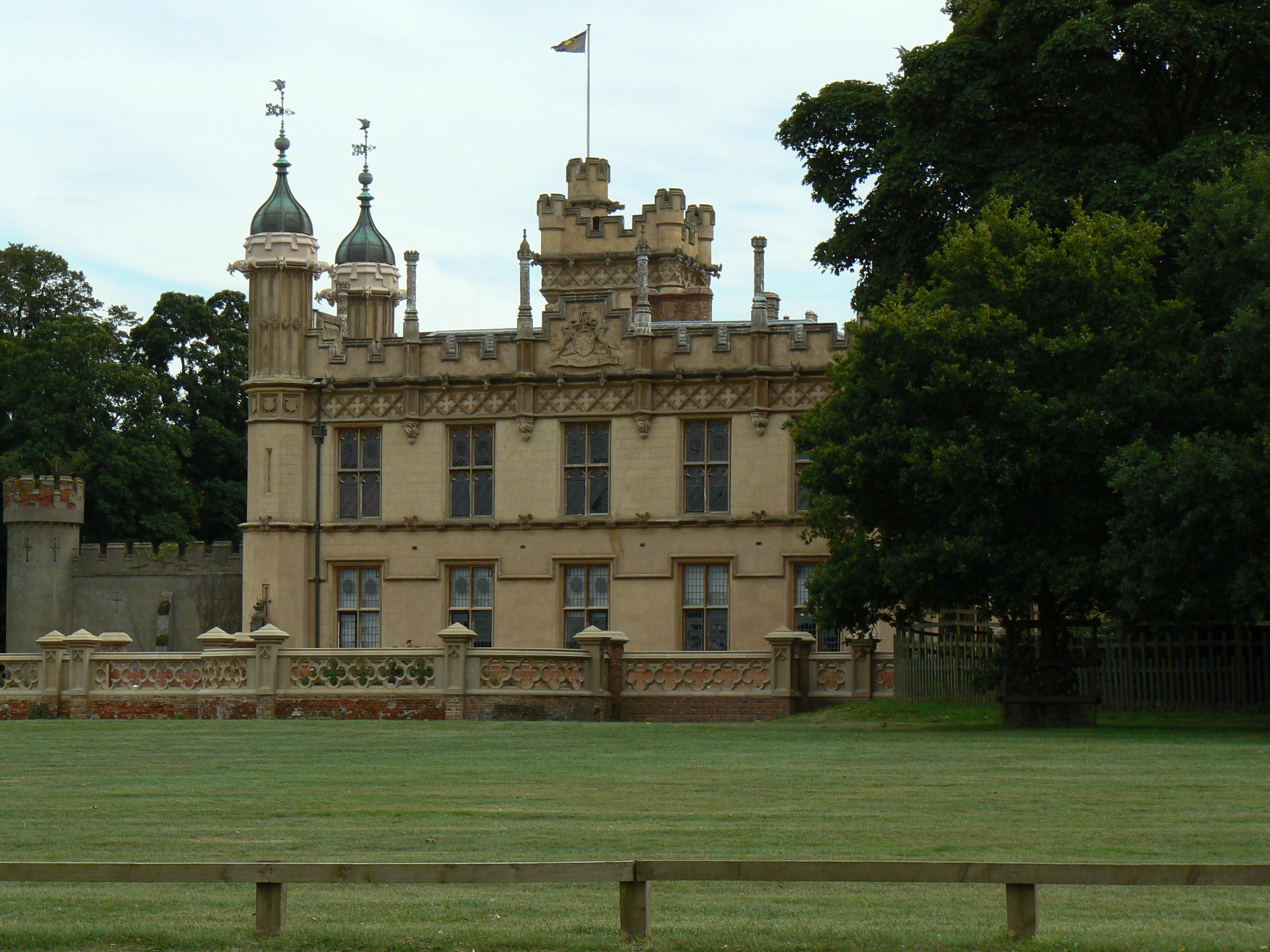
Knebworth House
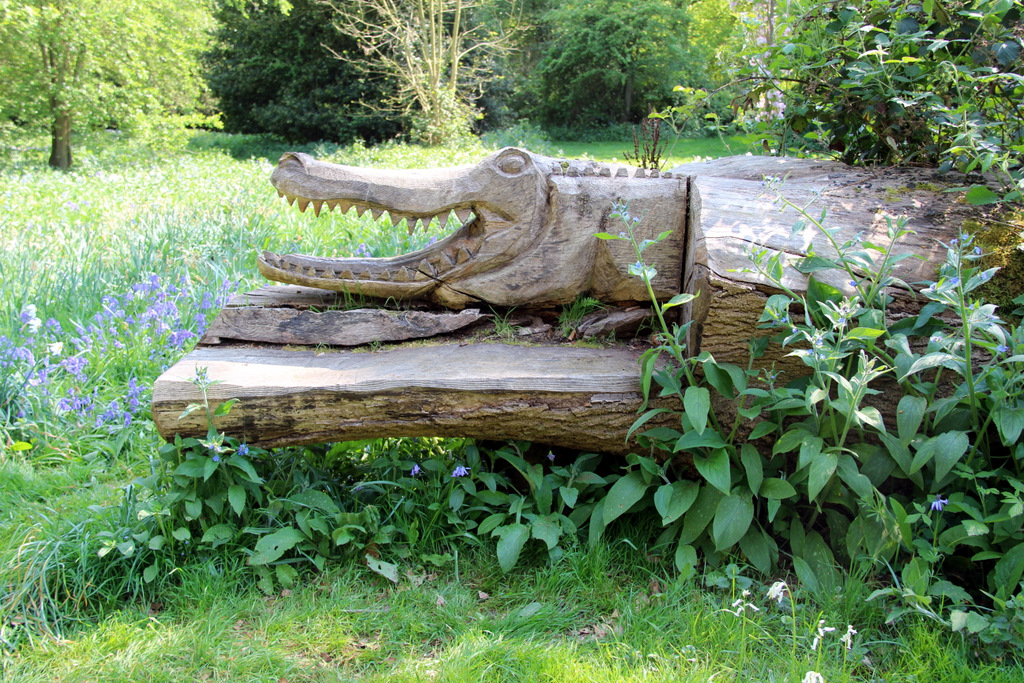
Intaglio del legno, Knebworth House